# ایمه
ایمه (به آلمانی: Eime) یک منطقهٔ مسکونی در آلمان است که در Gronau واقع شده‌است. ایمه ۲٬۸۹۶ نفر جمعیت دارد.